# Terry Markwell
Teresa „Terry“ Marie Markwell (* 3. März 1953 in Phoenix, Arizona) ist eine US-amerikanische Schauspielerin.

## Leben
Markwell begann ihre Karriere 1986 mit einer Gastrolle in der australischen Seifenoper Rückkehr nach Eden und hatte zwei Jahre später ihr Spielfilmdebüt im Horrorfilm Kadaicha und spielte neben John Russell Waters in Begegnung mit einer Toten. Für die Neuauflage der Serie Kobra, übernehmen Sie wurde sie im selben Jahr für eine der Hauptrollen, der Agentin ‚Casey Randall‘ besetzt. Aufgrund von Differenzen wurde sie während der ersten Staffel herausgeschrieben und starb den Serientod. An ihre Stelle trat Jane Badler als ‚Shannon Reed‘.
Nach dem Ausstieg aus der Serie war sie in den 1990er Jahren nur sporadisch zu sehen, unter anderem im Fernsehfilm Der Mann, der niemals starb mit Roger Moore und Malcolm McDowell. Zuletzt spielte sie einige Gastrollen in Fernsehserien, bevor sie sich aus der Showbranche zurückzog.

## Filmografie
- 1986: Rückkehr nach Eden (Return to Eden, Fernsehserie, vier Folgen)
- 1988: Begegnung mit einer Toten (Grievous Bodily Harm)
- 1988: Kadaicha
- 1988–1989: In geheimer Mission (Mission: Impossible, Fernsehserie, 12 Folgen)
- 1991: Mord 101 (Murder 101, Fernsehfilm)
- 1991: Fluch der Leidenschaft (Red Wind, Fernsehfilm)
- 1994: Der Mann, der niemals starb (The Man Who Wouldn’t Die, Fernsehfilm)
- 1995–1996: Der Klient (The Client, Fernsehserie, zwei Folgen)
- 1996: Robo Warriors – Die Schlacht der Kampfgiganten (Robo Warriors)
- 1996: Jane Street
- 1996–1997: Sliders – Das Tor in eine fremde Dimension (Sliders, Fernsehserie, drei Folgen)
- 1997: Burning Zone – Expedition Killervirus (The Burning Zone, Fernsehserie, eine Folge)